# Marian Kotleba

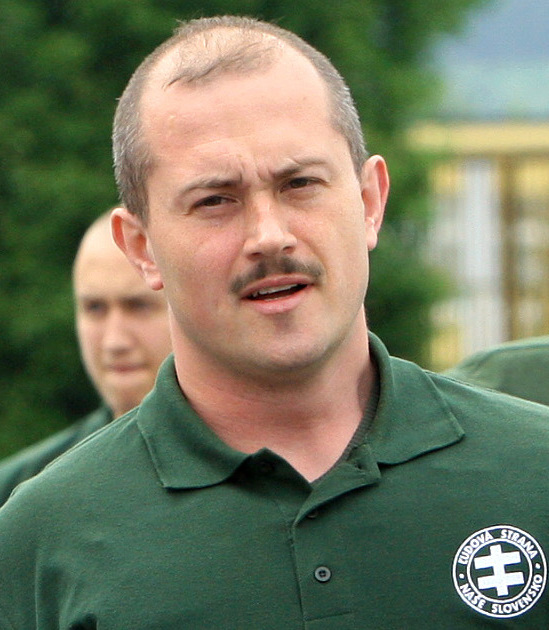
Marian Kotleba im Parteihemd 2010

Marian Kotleba (* 7. April 1977 in Banská Bystrica) ist ein slowakischer rechtsextremer Politiker und Parteichef der neofaschistischen ĽSNS.
Er war von 2013 bis 2017 der „Regionalpräsident“ (Župan) des slowakischen Landes Banská Bystrica. Von der Nationalratswahl 2016 bis 2022 saß er für seine Partei als Abgeordneter im slowakischen Nationalrat.

## Leben

### Werdegang
Kotleba maturierte in der Mittleren Industriellenschule „Jozef Murgaš“ im Bereich elektrische Computersysteme, studierte an der Fakultät für Naturwissenschaften der Matej-Bel-Universität Banská Bystrica und machte ein Diplom als Pädagoge. Im August 2013 schloss Kotleba sein Studium an der Fakultät für Wirtschaft der Matej-Bel-Universität ab und erhielt den Grad eines Wirtschaftsingenieurs. Ab September 2001 lehrte er am Sportgymnasium in Banská Bystrica, 2006 wurde er von der Schulleitung aber auf einen Posten in der Administration versetzt. Nach dem Verbot der Slowakischen Gemeinschaft gründete Kotleba ein Modelabel mit dem Namen „KKK Mode“. Im Juli 2012 wurde er von der Schule gekündigt.

### Politische Tätigkeit
Kotleba übernahm 2003 die Führung über die ultranationalistische Slowakische Gemeinschaft. 2007 wurde er von Ivan Sýkora abgelöst; er blieb aber das Gesicht der Bewegung. Im Dezember 2008 ließ das slowakische Innenministerium die Slowakische Gemeinschaft verbieten, im Jahr darauf war sie jedoch weiterhin aktiv.
Bis 2008 traten die Mitglieder der Slowakischen Gemeinschaft meistens in schwarzen Uniformen auf, die jenen der Hlinka-Garde ähnelten. Mit den Aufmärschen im Sommer 2009 änderte sich das Erscheinungsbild deutlich: Die Kleidung blieb vornehmlich schwarz, die Uniformen aber verschwanden und wurden durch Schirmkappen und Lederjacken ersetzt. An der Spitze der Slowakischen Gemeinschaft steht ein „Vodca“ (Führer).
Kotleba wurde mehrmals von der Polizei festgenommen: So im März 2009, als er in Bratislava seine Rede mit dem faschistischen Gruß „Na stráž“ (Auf Wache) beendete, und im August 2009, als er eine Demonstration in die ostslowakische Gemeinde Krompachy führen wollte.
Bereits 2005 gründete Kotleba seine erste politische Partei, die „Slowakische Gemeinschaft – Nationalpartei“ (Slovenská pospolitosť – Národná strana). Sie wurde 2006 verboten, weil ihr Programm gegen die Verfassung verstieß.
Am 14. November 2009 wurden in der Slowakei die Regierungschefs der Landkreise (Župan) gewählt. Als unabhängiger Kandidat im Bezirk Banská Bystrica erhielt Kotleba 10 % der abgegebenen Stimmen und erlangte damit den vierten Platz unter den neuen Kandidaten. Seine Wahlwerbung hatte er ausschließlich übers Internet und mit Flugblättern betrieben.

#### Regionalpräsident von Banská Bystrica (2013–2017)
Bei den Landkreiswahlen im November 2013 erhielt Kotleba im ersten Wahldurchgang 21,30 % der abgegebenen Stimmen und schaffte es damit als Zweitplatzierter in die Stichwahl mit dem sozialdemokratischen Amtsinhaber Vladimír Maňka. Kotleba gewann die Stichwahl mit 55 % der abgegebenen Stimmen und wurde somit zum neuen Župan des Landkreises Banská Bystrica gewählt. Die Wahlbeteiligung betrug 24,6 %.
Nach der Verschiebung der Amtseinführung legte Kotleba am 20. Dezember 2013 den Eid ab. Während der Inauguration weigerten sich einige Abgeordnete, ihm die Hand zu schütteln.
Am 30. Januar 2014 adressierte Kotleba vor dem Hintergrund der Massenproteste in der Ukraine einen offenen Brief an den ukrainischen Präsidenten Wiktor Janukowytsch. Darin forderte er Janukowytsch dazu auf, „im Interesse der Zukunft der slawischen Völker“ auf keinen Fall nachzugeben, da man mit „Terroristen“ nicht verhandeln könne. Diese würden laut Kotleba genauso vorgehen wie bei der Entmachtung des „serbischen Nationalhelden Slobodan Milošević“.
Kotleba, der als Anhänger des mit dem Dritten Reich verbündeten Slowakischen Staates gilt, blieb den Gedenkfeiern zum 70. Jahrestag des Slowakischen Nationalaufstandes am 29. August 2014 fern und hängte stattdessen vor dem Amtsgebäude in Banská Bystrica ein Plakat mit der Aufschrift Yankees go home! Stop NATO! auf.
Im April 2016 kündigte Kotleba als Bezirkspräsident an, eine Heimwehr für „risikoreiche“ Züge zu gründen, welche die Situation beobachten und bei Konflikten einschreiten solle. Dabei wurde für die Gründung einer solchen Heimwehr derselbe Grund angeführt wie zuvor beim angeblichen Schutz anständiger Leute vor „Zigeunerparasiten“ in der Nähe von Roma-Ghettos: Angeblich sei der Staat dazu nicht in der Lage.
Bei den Regionalwahlen im November 2017 kandidierte Kotleba erneut. Gegen den gemeinsamen Kandidaten mehrerer anderer Parteien, Ján Lunter, erreichte er lediglich 23,2 % und wurde abgewählt.
Im März 2019 trat er als Kandidat bei der Präsidentschaftswahl an und erhielt 10,39 % der Stimmen. Während dieser Zeit lief ein Gerichtsverfahren gegen Kotleba wegen des Vorwurfs der rassistischen Hetze. Er hatte während einer Gedenkveranstaltung für Jozef Tiso den Code 1488 verwendet.
Am 23. Oktober 2020 machte Kotleba publik, dass er an COVID-19 erkrankt ist. Zuvor hatte er in digitalen Medien behauptet, die Pandemie wäre eine „Erfindung“, die zur Unterdrückung der Bürger diene.
Im April 2022 wurde Kotleba rechtskräftig für die „Unterstützung von Bewegungen gegen fundamentale Menschenrechte“ zu einer zur Bewährung ausgesetzten Gefängnisstrafe verurteilt und verlor im Zuge dessen sein Abgeordnetenmandat.